# Cantonul Chârost
Cantonul Chârost este un canton din arondismentul Bourges, departamentul Cher, regiunea Centru, Franța.

## Comune
| Comune                 | Populație (1999) | Cod poștal | Cod INSEE |
| ---------------------- | ---------------- | ---------- | --------- |
| Chârost                | 1 069            | 18290      | 18055     |
| Civray                 | 1 004            | 18290      | 18066     |
| Lunery                 | 1 536            | 18400      | 18133     |
| Mareuil-sur-Arnon      | 591              | 18290      | 18137     |
| Morthomiers            | 589              | 18570      | 18157     |
| Plou                   | 436              | 18290      | 18181     |
| Poisieux               | 158              | 18290      | 18182     |
| Primelles              | 261              | 18400      | 18188     |
| Saint-Ambroix          | 374              | 18290      | 18198     |
| Saint-Florent-sur-Cher | 6 900            | 18400      | 18207     |
| Saugy                  | 69               | 18290      | 18244     |
| Le Subdray             | 712              | 18570      | 18255     |
| Villeneuve-sur-Cher    | 469              | 18400      | 18285     |